# Zrcadlo (okres Jičín)
Zrcadlo je rybník na bezejmenném levém přítoku Mrliny v katastru vsi Mlýnec, části města Kopidlno v okrese Jičín. Je největším rybníkem v rožďalovické soustavě a je orientován z jihovýchodu na severozápad. Je napájen pouze jedním bezejmenným tokem. Vytéká z něj opět bezejmenný tok, který se pár set metrů od výpusti vlévá do říčky Mrliny. Rybník je téměř ze všech stran obklopen rákosinami. Nejvzácnější jsou porosty rákosů ve východní části rybníka. Vyskytuje se zde vzácný orel mořský (Haliaeetus albicilla). Po hrázi vede silnice III/32830 z Rožďalovic do Kopidlna. Rybník je součástí ptačí oblasti Rožďalovické rybníky.

## Galerie

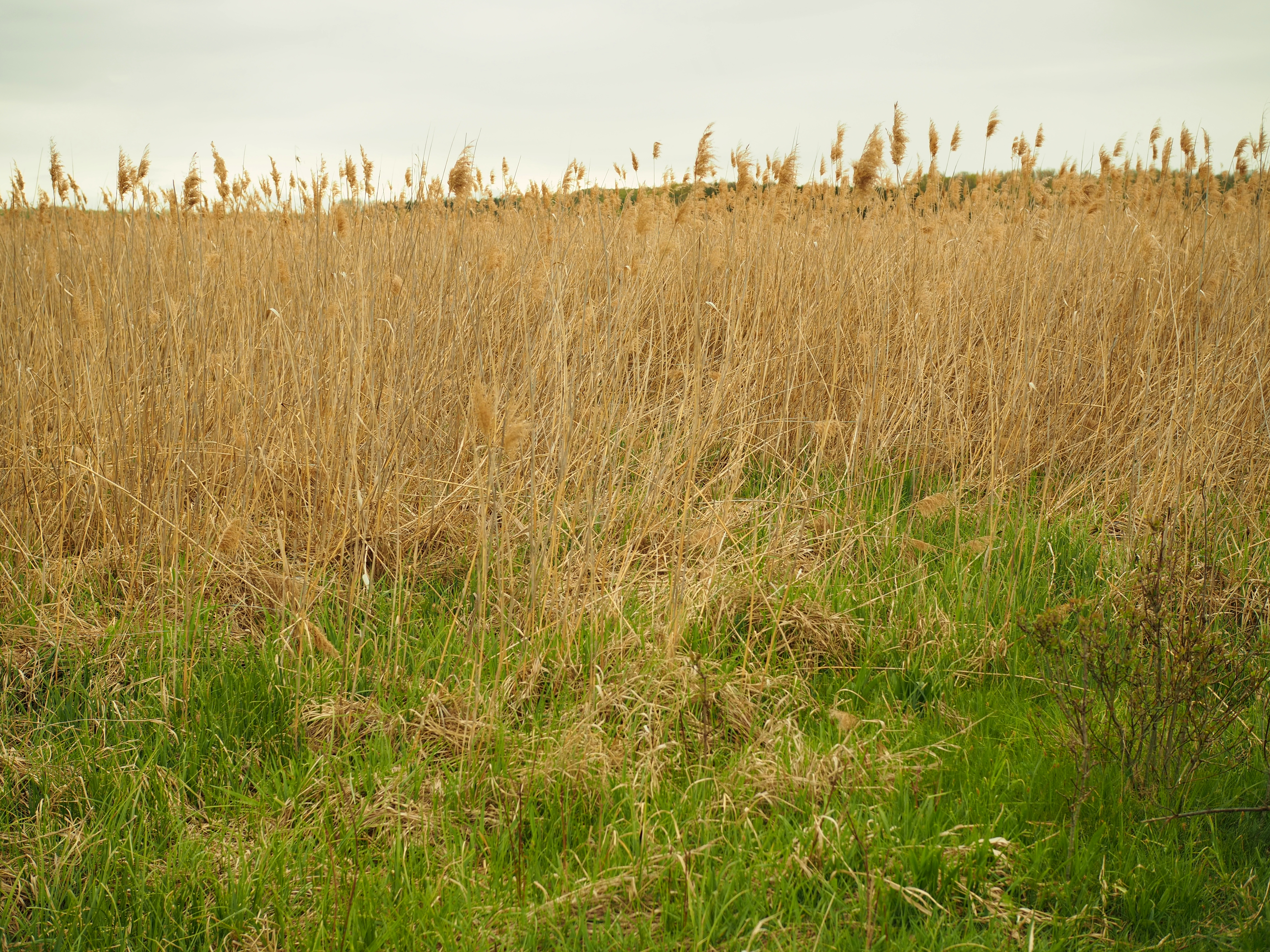
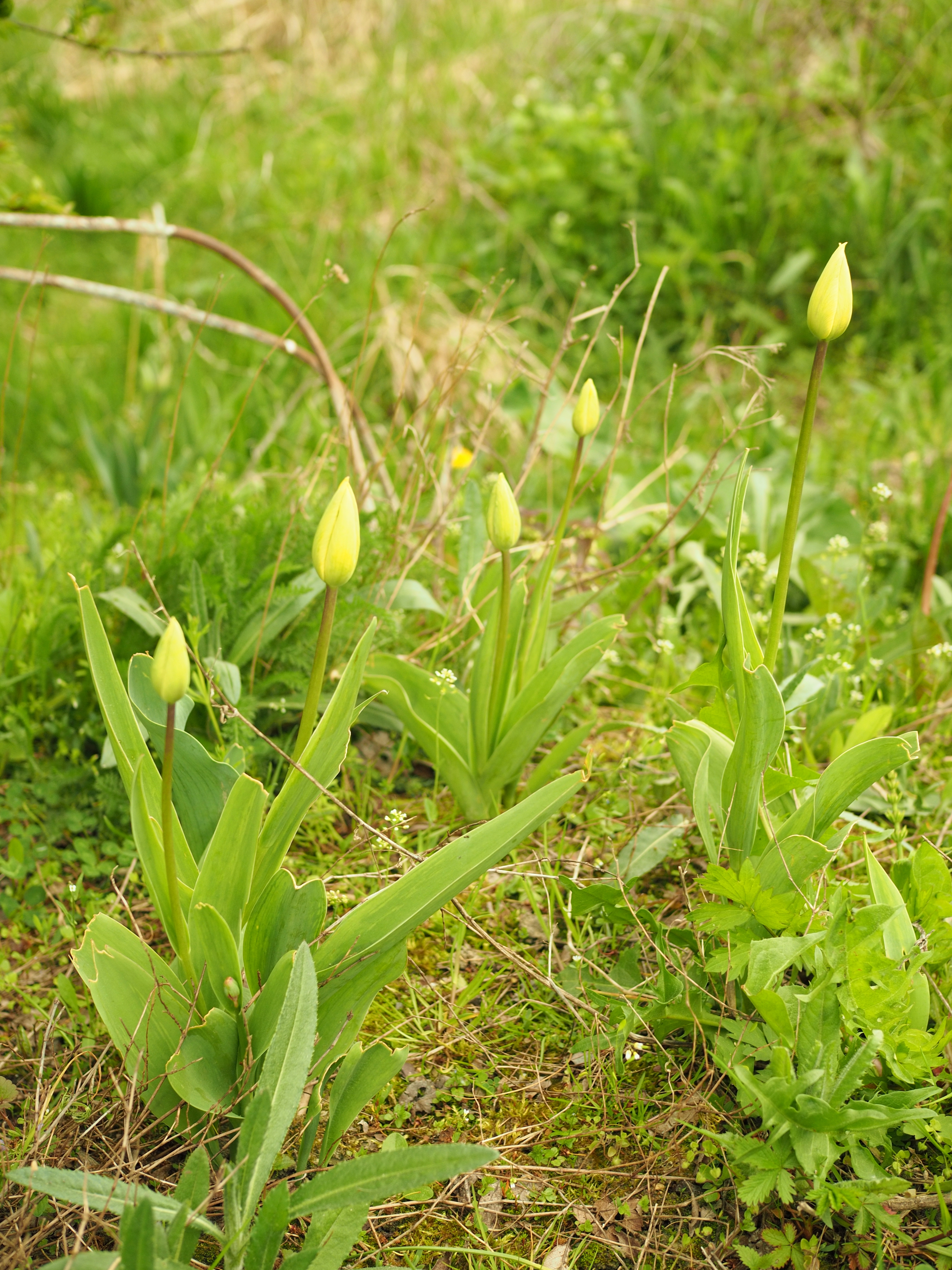
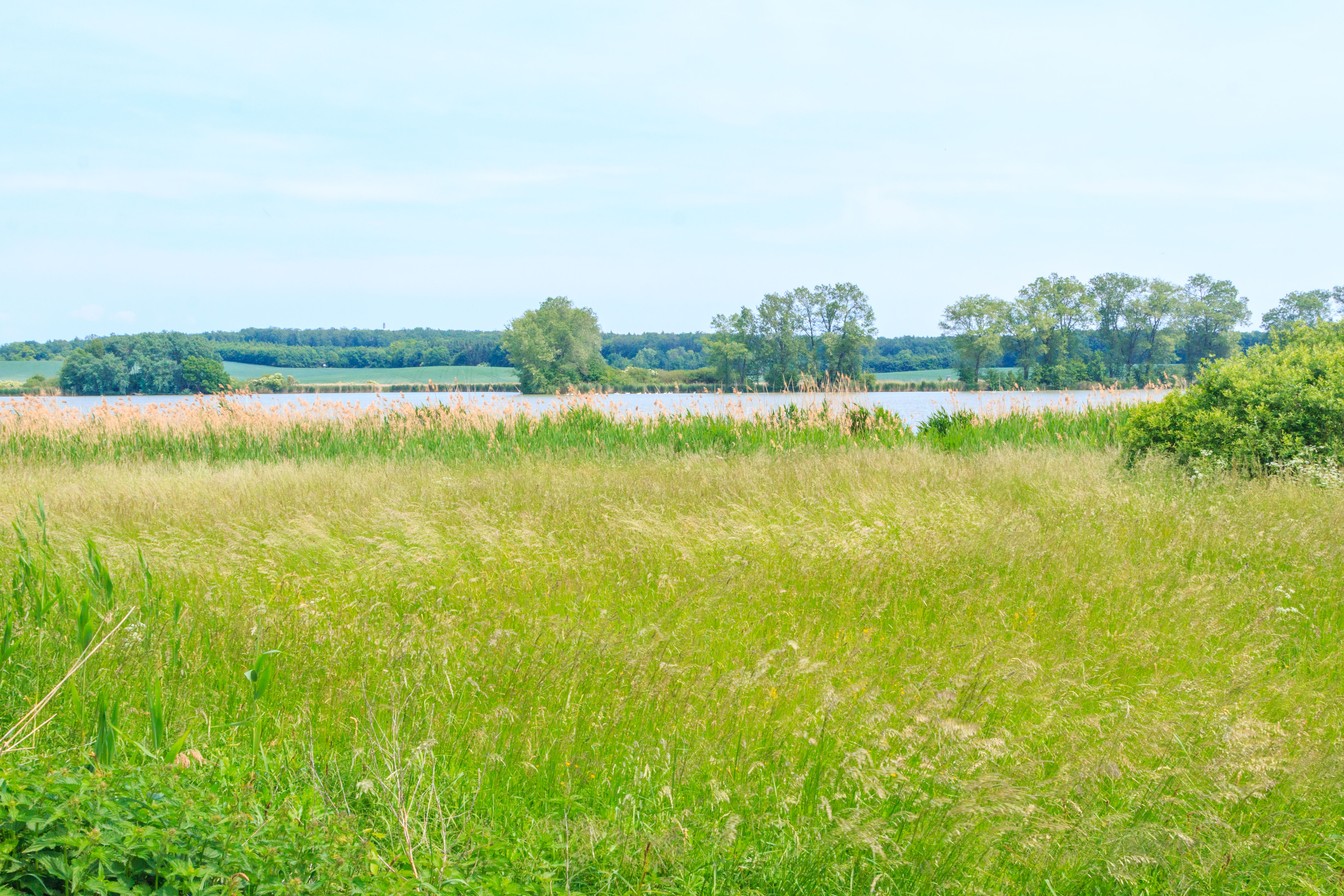
pohled na rybník Zrcadlo u Mlýnce
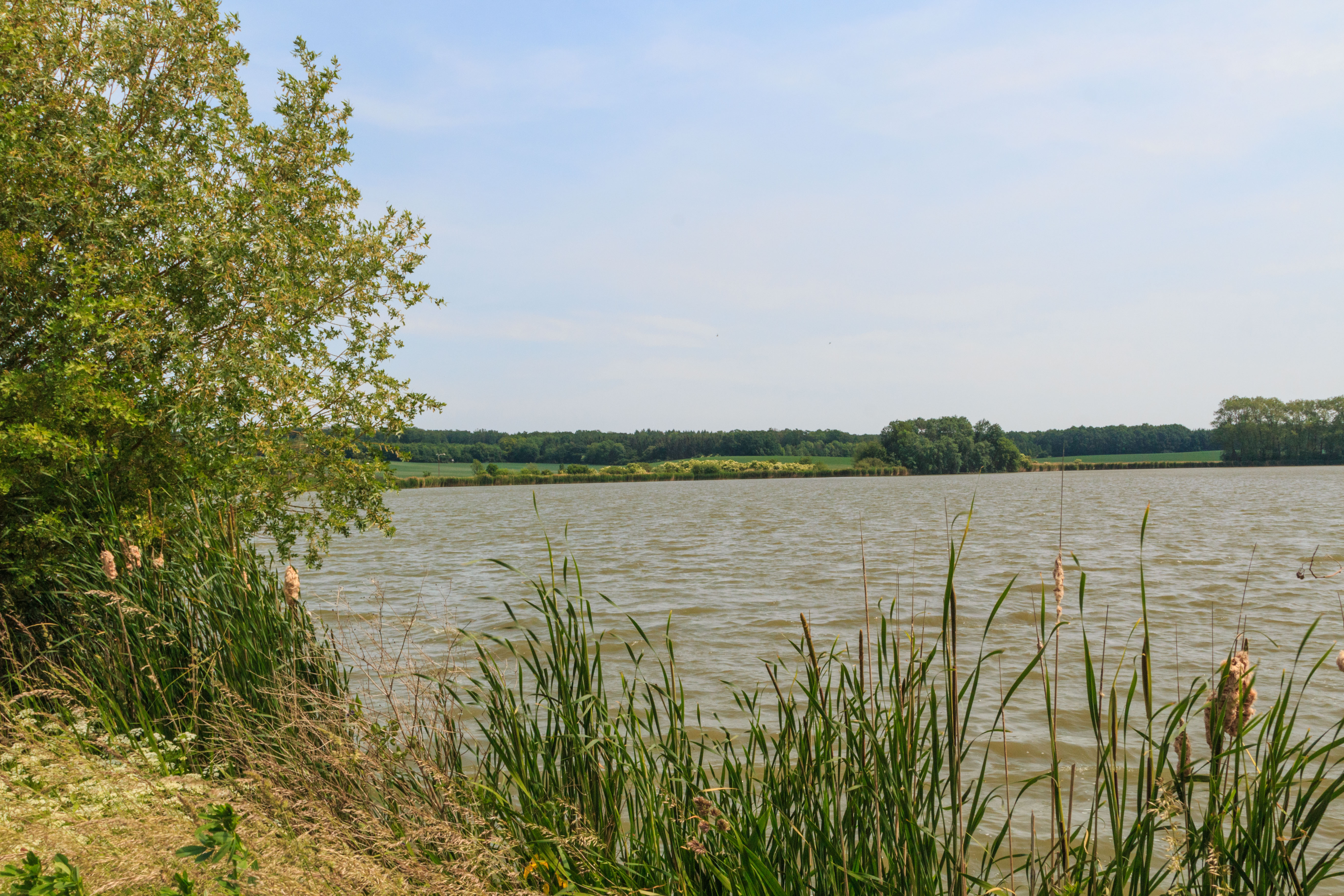
pohled na rybník Zrcadlo u Mlýnce
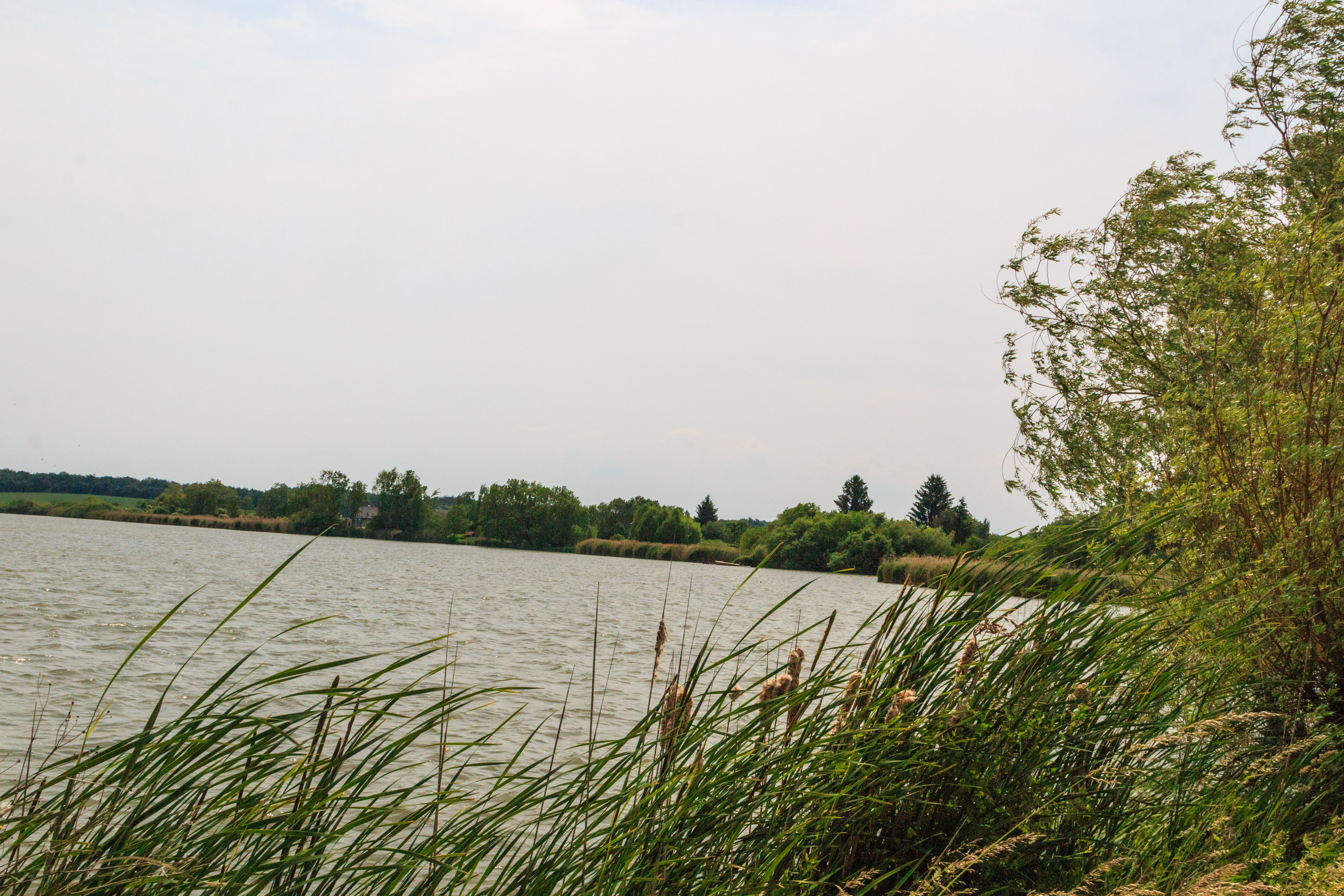
pohled na rybník Zrcadlo u Mlýnce
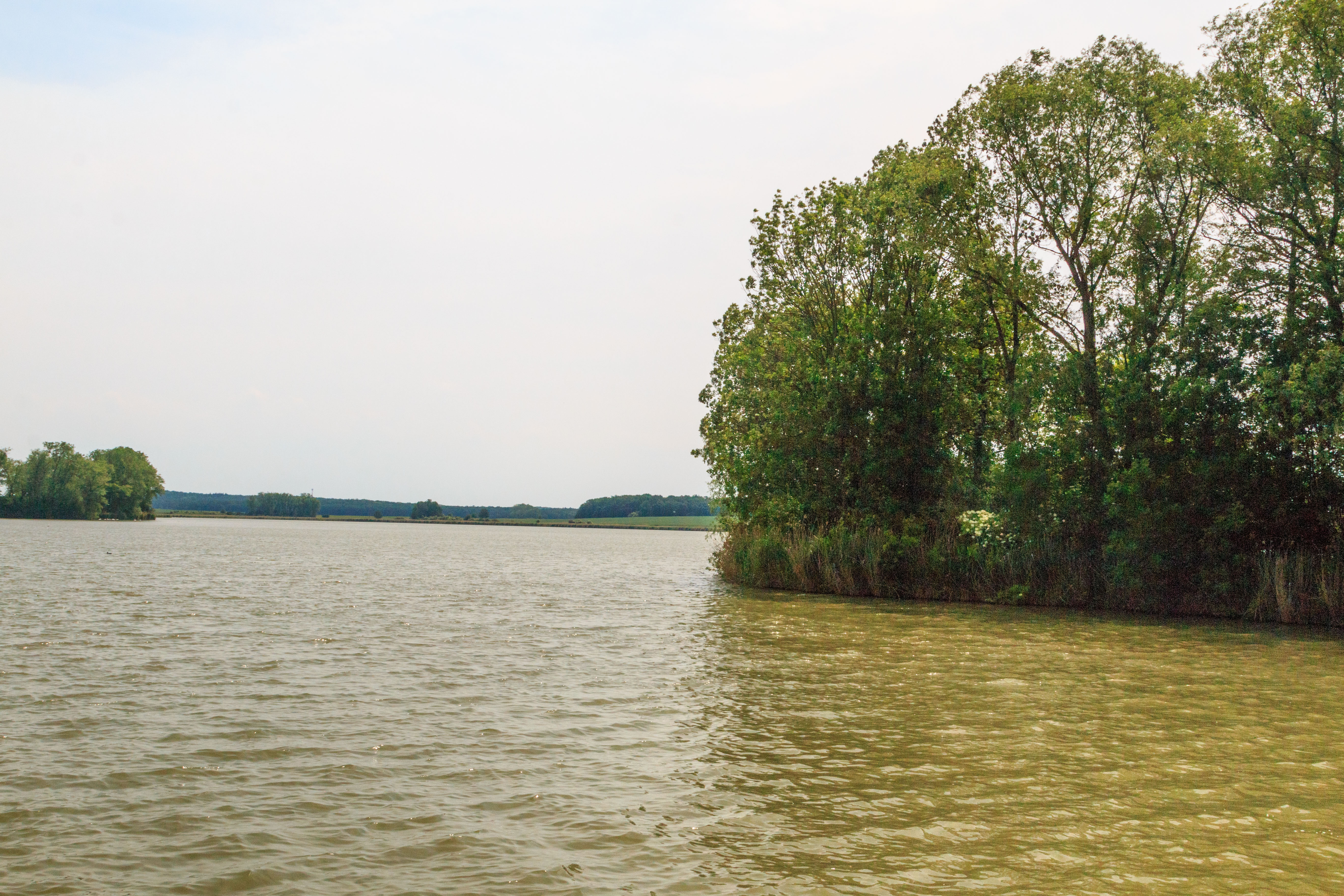
pohled na rybník Zrcadlo u Mlýnce
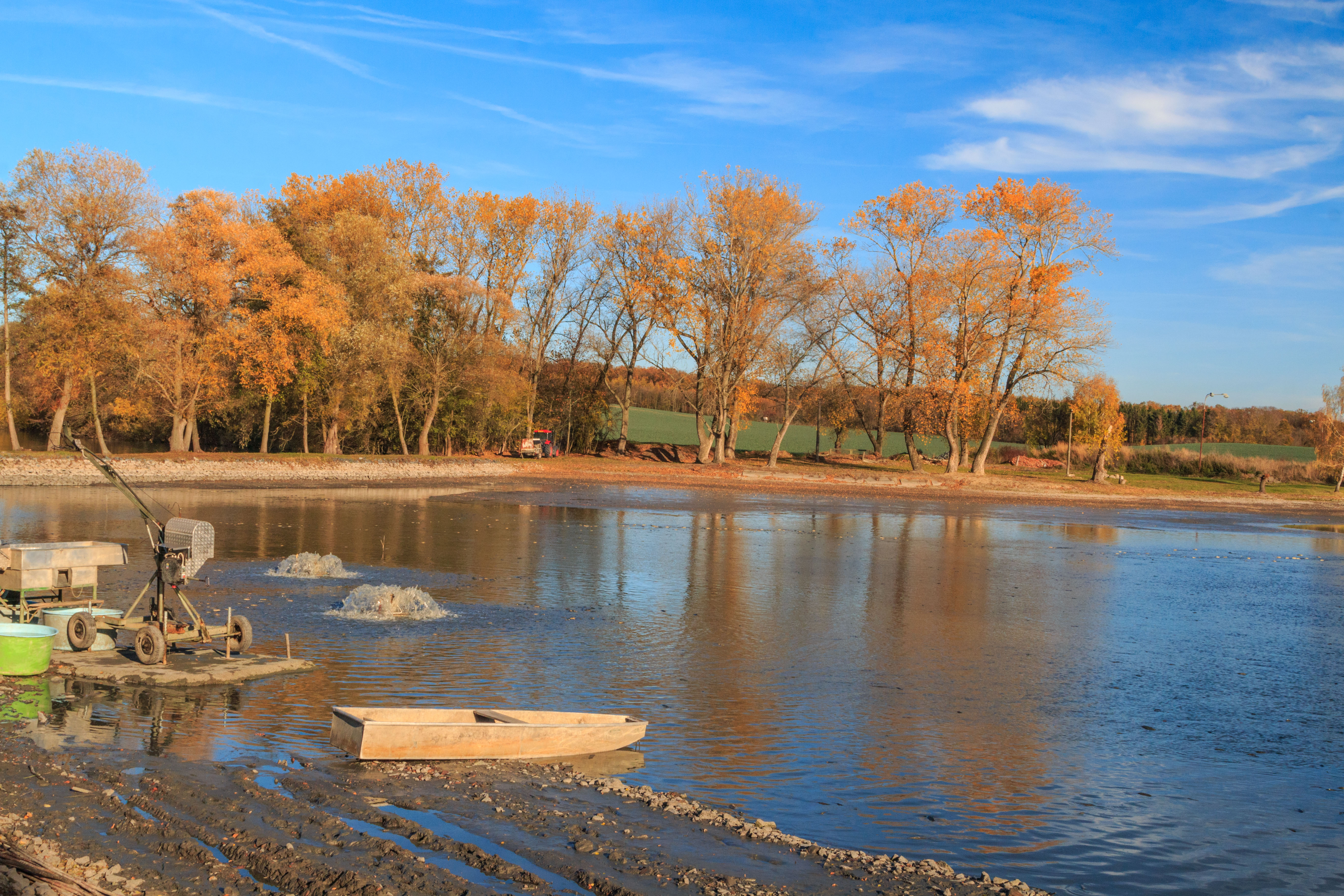
výlov rybníka Zrcadlo
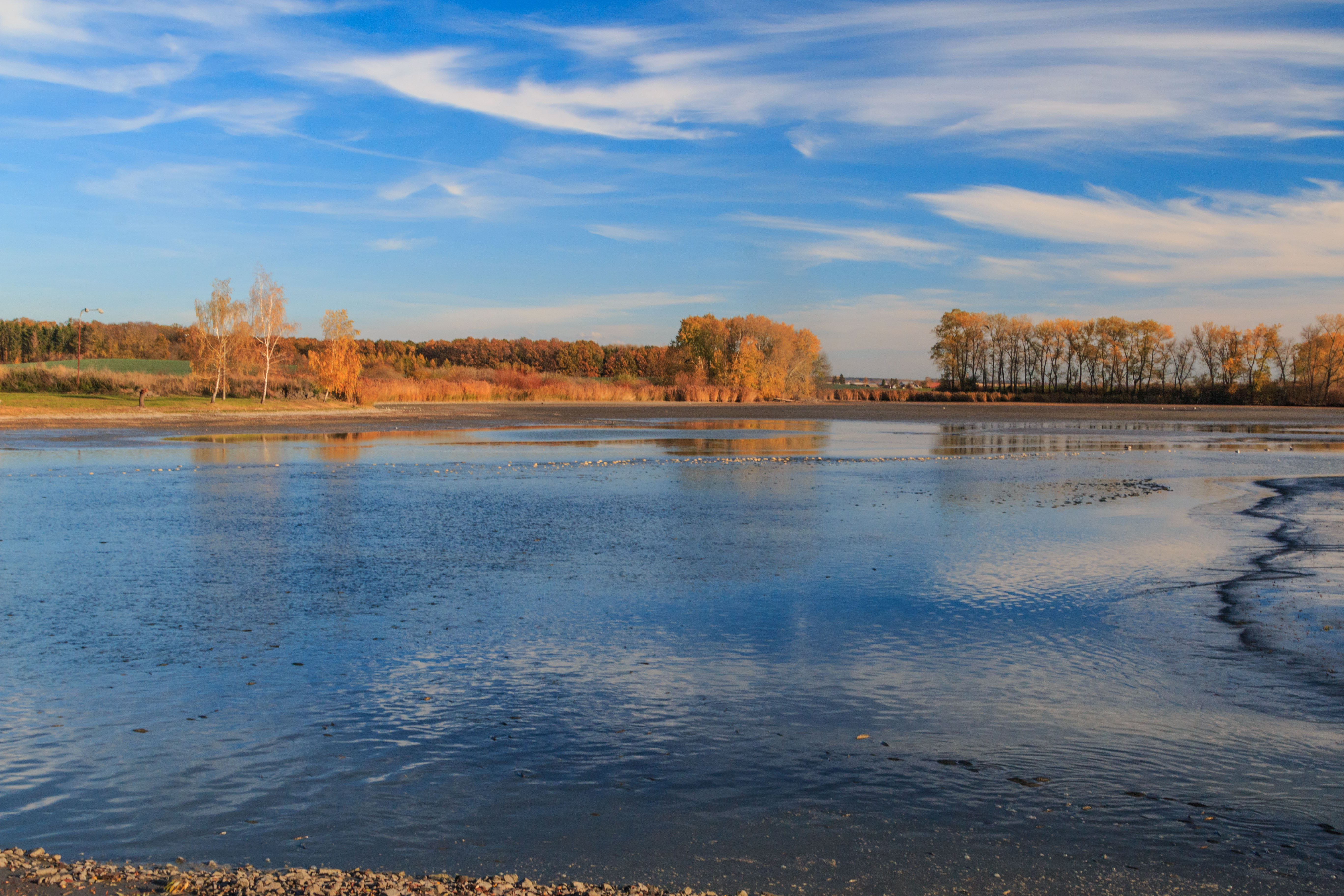
výlov rybníka Zrcadlo